# Al Moustakbal
Ne doit pas être confondu avec Front El Moustakbal ou Al-Moustaqbal.
Al Moustakbal ou le bloc du futur est un groupe parlementaire tunisien formé entre 2019 et 2020, lors de la IIe législature de l'Assemblée des représentants du peuple. Il rassemble des membres de l'Union populaire républicaine, du Courant de l'amour, du Parti socialiste destourien et quelques indépendants. C'est Adnen Ben Brahem qui en assure la présidence.

## Effectifs
| Année | Nom           | Nombres de députés | Pourcentage | Président       | Vice-présidente |
| ----- | ------------- | ------------------ | ----------- | --------------- | --------------- |
| 2019  | Al Moustakbal | 9                  | 4,15 %      | Issam Bargougui | Lamia Jaidane   |

## Députés
| Nom                 | Parti/Liste | Parti/Liste                  | Circonscription                |
| ------------------- | ----------- | ---------------------------- | ------------------------------ |
| Adnen Ben Brahim    |             | Union populaire républicaine | Circonscription de Monastir    |
| Jamali Boudhouafa   |             | Union populaire républicaine | Circonscription de Ben Arous   |
| Ayet Allah Hichri   |             | Union populaire républicaine | Circonscription de Kasserine   |
| Issam Bargougui     |             | Courant de l'amour           | Circonscription de Sidi Bouzid |
| Mohamed Salah Ltifi |             | Parti socialiste destourien  | Circonscription de Kasserine   |
| Mohamed Zaâbi       |             | L'Excellence                 | Circonscription de Kasserine   |
| Lamia Jaidane       |             | Indépendante                 | Circonscription de Monastir    |
| Salem Ben Abdelali  |             | B'kolna Tounes               | Circonscription de l'Italie    |

Sahbi Smara (Ligue verte) a quitté le groupe après sa constitution. Mabrouk Khachnaoui a quitté le groupe fin 2020 pour rallier le groupe Au cœur de la Tunisie, mais meurt le 7 janvier 2021.